# Torcenay
Torcenay ist eine französische Gemeinde mit 553 Einwohnern (Stand 1. Januar 2022) im Département Haute-Marne in der Region Grand Est; sie gehört zum Arrondissement Langres und zum Kanton Chalindrey.

## Geografie
Die Gemeinde Torcenay liegt am oberen Salon, 14 Kilometer südöstlich von Langres. Umgeben wird Torcenay von den Nachbargemeinden  Haute-Amance im Norden, Chaudenay im Nordosten, Champsevraine im Osten, Les Loges im Südosten, Chalindrey im Südwesten sowie Culmont im Nordwesten.

## Bevölkerungsentwicklung
| Jahr      | 1962 | 1968 | 1975 | 1982 | 1990 | 1999 | 2008 | 2019 |
| Einwohner | 468  | 507  | 540  | 548  | 590  | 546  | 512  | 554  |

## Sehenswürdigkeiten

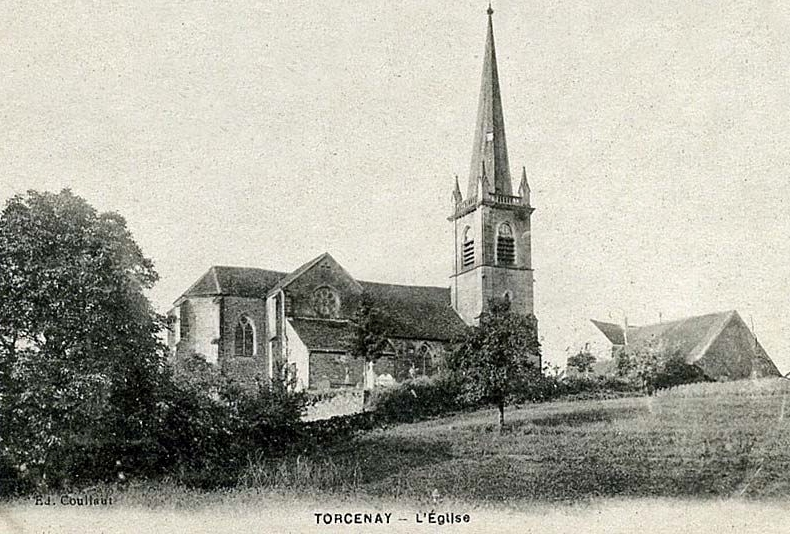
Kirche Saint-Martin um 1910

- Kirche Saint-Martin

## Persönlichkeiten
- Charles Colbert († 1684), Seigneur de Terron, de Bourbonne et de Torcenay,
- Étienne Vacherot (1809–1897), Philosoph und Politiker, geboren in Torcenay